# Eupelmus cushmani
Eupelmus cushmani is een vliesvleugelig insect uit de familie Eupelmidae. De wetenschappelijke naam is voor het eerst geldig gepubliceerd in 1908 door Crawford.